# Дојдесфелд
Дојдесфелд (њем. Deudesfeld) општина је у њемачкој савезној држави Рајна-Палатинат. Једно је од 109 општинских средишта округа Вулканајфел. Према процјени из 2010. у општини је живјело 399 становника. Посједује регионалну шифру (AGS) 7233017.

## Географски и демографски подаци
Дојдесфелд се налази у савезној држави Рајна-Палатинат у округу Вулканајфел. Општина се налази на надморској висини од 440 метара. Површина општине износи 8,0 km². У самом мјесту је, према процјени из 2010. године, живјело 399 становника. Просјечна густина становништва износи 50 становника/km².